# Pseudostegias mossambica
Pseudostegias mossambica là một loài chân đều trong họ Bopyridae. Loài này được Barnard miêu tả khoa học năm 1958.